# Old Court House
Het Old Court House is het oudste overheidsgebouw in de City of Perth.
Het gebouw werd in 1836 door Henry Willey Reveley ontworpen. Het staat tussen de 'Stirling Gardens' en de 'Supreme Court Gardens' in, naast het in 1899 gebouwde hooggerechtshof ('Supreme Court'). In het 'Old Court House' huist een museum over de geschiedenis van het recht in West-Australië. 

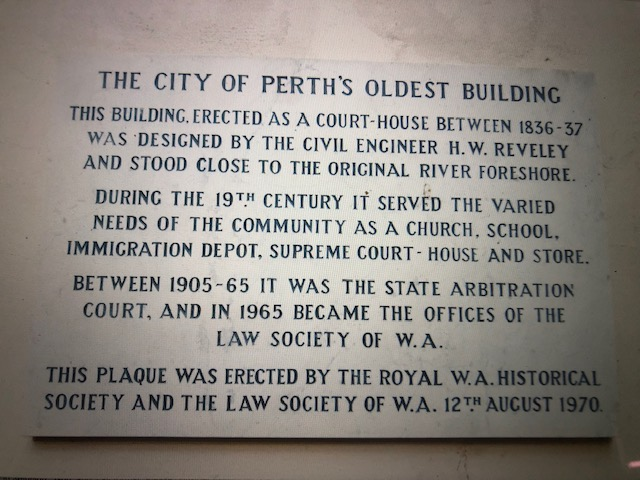
Herdenkingsplaat uit 1970

## Ontwerp en bouw
In 1836 gaf gouverneur James Stirling de opdracht een gerechtsgebouw in Perth te bouwen. Henry Willey Reveley, burgerlijk ingenieur van de kolonie aan de rivier de Swan van 1829 tot 1838, ontwierp het en plande de bouw ervan in februari 1836. Reveley was ook verantwoordelijk voor de bouw van het Round House in Fremantle, de 'Commissariat Store', de 'Government Offices', de eerste 'Soldiers' Barracks' en het eerste 'Government House' in Perth.
Reveley overzag de bouw van het gerechtsgebouw. Het stond dicht tegen de oorspronkelijke waterlijn van de rivier de Swan. Het gebouw werd in Georgiaanse stijl met vooral Griekse invloeden ontworpen. De muren bestaan uit ruwe natuursteen en stucwerk. Er bovenop ligt een schilddak met leisteen. De portiek wordt door Dorische zuilen ondersteund. In december 1836 werd het gebouw voltooid.

## Gebruik
Het 'Old Court House' opende op Goede Vrijdag 24 maart 1837. Het had een tweeledige functie en diende als rechtbank en als kerk. Het werd ook af en toe als schooltje gebruikt.
In 1845 opende de 'Trinity Church' in Perth en het 'Old Court House' verloor haar functie als kerk. Vanaf september 1847 werd het gebouw door de 'Government Boys School' als klaslokaal gebruikt. Het jaar erop wenste John Burdett Wittenoom in het gebouw les te geven. Tussen 1856 en 1863 werd het ook gebruikt om in noodgeval immigranten op te vangen.
Na renovaties vestigde het hooggerechtshof zich in 1863 in het 'Old Court House'. Het hof verhuisde in 1879 echter naar de nabijgelegen voormalige 'Commissariat Store'. Van 1905 tot 1965 zetelde het Arbitragehof in het 'Old Court House'.
In 1966 werd het gebouw nogmaals gerenoveerd waarna de 'Law Society of Western Australia' er gebruik mocht van maken. Het vestigde er in 1974 een museum in. In 1985 verhuisde de 'Law Society of Western Australia'. Het gebouw werd zoals het Arbitragehof uit 1905 heringericht. In 1987 werd het 'Francis Burt Legal Education Centre' er gevestigd en heropende het museum.

## Erfgoed
In februari 1978 werd het 'Old Court House' door de National Trust geclassificeerd. De 'Australian Heritage Commission' nam het gebouw in oktober 1980 in het 'Register of the National Estate' op. Op 14 februari 2003 werd het 'Old Court House' in het permanente 'State Register of Heritage Places' opgenomen.